# Tisinec
Tisinec je obec na Slovensku v okrese Stropkov. Žije zde 478 obyvatel. První zmínka o obci je z roku 1379.

## Znak obce
V červeném poli štítu stojí na zlaté půde bílý sekáč se zlatým kosištěm a stříbrnou kosou, po stranách se třemi a dvěma zlatými obilnými klasy.

## Památky
- Katolický chrám Ochrany svaté Bohorodičky z roku 1874. Původně řeckokatolický, od roku 2003 převedený na římskokatolickou církev.[2]